# Alex Baudin
Alex Baudin (født 25. maj 2001) er en fransk cykelrytter, som i øjeblikket kører for UCI WorldTeam EF Education-EasyPost.
Den 2. august 2022 blev det annonceret, at Baudin ville køre for UCI WorldTeam AG2R Citroën Team i 2023.